# Rodolfo Zanni
Rodolfo Zanni (* 11. November 1901 in Buenos Aires; † 12. Dezember 1927 in Córdoba) war ein argentinischer Komponist und Dirigent italienischer Abstammung.

## Leben
Rodolfo Zanni wurde 1901 als Kind der italienischen Auswanderer Nicola Zanni aus Atri (Abruzzen) und Teresa Vitale aus Genua geboren. Die Eltern waren zum Zeitpunkt der Geburt noch unverheiratet, und da die Mutter in den Geburtsdokumenten ungenannt blieb und Rodolfo erst Jahre später als ihr Kind anerkannte, wurde er zunächst vom Vater allein großgezogen. Schon früh zeigte sich sein musikalisches Talent, erste Kompositionen werden von ihm als Neunjährigen berichtet. Mit 14 Jahren absolvierte er die Akademie „La Prensa“ und erhielt ein Stipendium für Studien in Harmonielehre und Kontrapunkt bei Alberto Williams. Den Unterricht beendet er allerdings nach kurzer Zeit, um sich autodidaktisch weiterzubilden.
Mit 16 Jahren debütierte er als Dirigent in einem gemischten Programm aus Auszügen italienischer Opern und eigenen Werken. Es folgte eine Konzertreise durch Chile und Peru. Pietro Mascagni und Felix Weingartner wurden auf ihn aufmerksam, letzterer machte ihn 1922 zu seinem musikalischen Assistenten und Korrepetitor für die Einstudierung von Wagners Ring des Nibelungen bei dessen argentinischer Erstaufführung. Am 16. September 1922 dirigierte Zanni im Teatro Colón ein Konzert mit ausschließlich eigenen Werken zu Ehren des argentinischen Präsidenten Marcelo Torcuato de Alvear und dessen Gattin, der Sopranistin Regina Pacini. Das Konzert wurde ein triumphaler Erfolg beim Publikum und dem überwiegenden Teil der Presse, rief aber auch vernichtende, offenbar von Neid motivierte Kritiken in bestimmten Kreisen hervor.
Überraschenderweise ist nach diesem Konzert von nahezu keinerlei musikalischen Aktivitäten Zannis oder sonstigen biographischen Details mehr etwas in Erfahrung zu bringen, seine Karriere erscheint wie ausgelöscht. Nur 1924 brachte er noch im Hafen von Buenos Aires bei der Ankunft des Schiffs Italia bei einer Werbekreuzfahrt der Regierung mit einer Blaskapelle seine Hymne Nova Italia zur Aufführung.
1927 starb er, erst sechsundzwanzigjährig, dem ärztlichen Totenschein zufolge an einer Lungenentzündung. Er wurde auf einem für Dissidenten vorgesehenen, ungeweihten Teil des Friedhofs San Jerónimo von Córdoba beigesetzt. Nach wenigen Jahren wurde der Leichnam von unbekannter Hand exhumiert und das Grab aufgelöst. Von seinen 81 musikalischen Komposition ist, abgesehen von wenigen Liedern und dem Klavierauszug eines Orchesterwerks, sämtliches Notenmaterial nicht mehr auffindbar.
Ab 1919 war die ultrarechte Liga Patriótica Argentina unter der Führung des Admirals und Marineministers Manuel Domecq García mit ausländerfeindlichen Aktionen, die sich unter anderem gegen die zahlreichen italienischen Einwanderer in Argentinien richteten, ans Licht der Öffentlichkeit getreten. Dies bildet den Nährboden für (bislang allerdings nicht zu belegende) Spekulationen, dass das Andenken an Zannis Werk in diesem anti-italienischen geistigen Klima gezielten Säuberungsaktionen zum Opfer gefallen sein könnte. Aber auch die Freundschaft (und möglicherweise intime Affäre), die Zanni mit der Präsidentengattin Regina Pacini nachgesagt wurde, könnten Neid und Missgunst geschürt haben. Nicht nur das Verschwinden von Zannis Werken und das Fehlen von biographischen Informationen erscheinen unter dieser Prämisse mysteriös, sondern auch die Umstände von Zannis frühem Ableben selbst.
Ein Nachfahre aus Zannis Familie, der Rechtsanwalt Giuseppe Zanni, hat es sich zur Lebensaufgabe gemacht, Rodolfo Zannis Biographie wieder ans Tageslicht zu holen. Als Folge dieser Bemühungen veröffentlichte er 2014 zusammen mit dem Co-Autor Elio Forcella einen biographischen Roman über Zanni.
Im Jahr 2015 lobte die italienische Musikzeitschrift Musica ein Preisgeld von 5000 Euro für die Wiederauffindung der Oper Rosmunda oder eines anderen Werkes von Zanni aus. Die Aktion war bis 2016 befristet und verlief – soweit bekannt – ohne Erfolg.
In Atri, der Heimatstadt von Zannis Vorfahren, wurde dem Komponisten zu Ehren 2016 eine Straße benannt.

## Werke
Erhaltene Werke:
- Lieder: Soleil couchant, Rememora
- Hymne: Italia Nova
- La campiña adormecida. Sinfonische Dichtung (Klavierauszug erhalten)
- Gerardo Grasso: El pericón nacional. Transkription für Kammerorchester von Rodolfo Zanni. OCLC 78973817

Verschollene Werke:
- Glyceria. Oper. Libretto von Rodolfo Zanni
- Rosmunda. Oper. Tragödie in vier Akten. Libretto von Sem Benelli (1922)
- Sinfonie Las Ruinas de Jerico
- Sinfonische Dichtungen, Sinfonien, Ouvertüren, Ballette, Sonaten